# Karla Jay
Karla Jay, nacida como Karla Jayne Berlin, (Brooklyn, 22 de febrero de 1947) es una escritora lesbiana estadounidense. Es profesora emérita de la Universidad Pace, donde impartió clases de Filología inglesa y dirigió el programa de estudios de género entre 1974 y 2009. Pionera en el campo de los estudios queer, cuenta con numerosas publicaciones en torno a este tema.

## Trayectoria
Jay nació en Nueva York, hija de Rhoda y Abraham Berlin, trabajadores de una empresa estibadora en los muelles de Red Hook (Brooklyn). Creció en un hogar judío no practicante, mayoritariamente laico, y asistió al Instituto Berkeley, una escuela privada para niñas en Brooklyn. En 1964, se matriculó en el Barnard College, donde se especializó en lengua francesa y se graduó en 1968 tras haber participado en las manifestaciones estudiantiles de la Universidad de Columbia.
Si bien ideológicamente compartía muchos de los objetivos con la izquierda radical de finales de la década de 1960, Jay recelaba con el comportamiento patriarcal de muchos de los líderes del movimiento. En 1969, se hizo en miembro de la organización feminista Redstockings. Jay, que había sido consciente de su lesbianismo desde el instituto, salió del armario en su grupo de concienciación en Redstockings. Aproximadamente al mismo tiempo, comenzó a usar el nombre de Karla Jay para manifestar sus principios feministas.
Tras los disturbios de Stonewall en junio de 1969, se fundó el Frente de Liberación Gay (GLF, por sus siglas en inglés), y Jay, manifestando ya abiertamente su lesbianismo, se convirtió en una de sus primeras y más activas integrantes. Compaginó la asistencia a las reuniones del GLF con los estudios de posgrado en la Universidad de Nueva York, donde se especializó en literatura comparada. Jay fue una de las pocas mujeres involucradas activamente en primer movimiento por los derechos de los homosexuales en ambas costas.
Jay, junto con Lee Mason y otros artistas y activistas LGBT contribuyeron a la creación del Festival Gay-In III en el Parque Griffith, en Los Ángeles, en septiembre de 1970. Este festival estaba destinado a ser, en palabras de la propia Karla Jay, uno de "esos festivales de amor queer que incluían cabinas de besos, pintura facial, marihuana, naranjas con vodka, teatro de guerrilla, falsos matrimonios, registro de votantes y asesoramiento sobre detenciones policiales”. En realidad, el festival contó con poca asistencia, pero supuso un precedente en este tipo de festivales, así como en los omnipresentes desfiles del orgullo gay. Jay reflexiona sobre las posibilidades del the gay-in como una parte esencial de los aspectos fundamentales del movimiento por los derechos de los homosexuales: “Si nos atrevíamos a tomarnos de la mano y mostrarnos en público, sabíamos que podrían surgir derechos inimaginables". Y así lo hicieron.
Jay formó parte del Lavender Menace. Éste fue un grupo formado para denunciar la exclusión de las lesbianas en la corriente principal del Mouvement de Libération des Femmes. Jay participó en la planificación y ejecución del "Lavender Menace Zap" en el Segundo Congreso por la Unidad de las Mujeres en la ciudad de Nueva York en mayo de 1970. Este zap se considera un punto de inflexión en la historia del feminismo de la segunda ola.
En 1970, también tuvo lugar el "Wall Street Ogle-In". Las mujeres emprendieron una marcha encabezada por Jay hacia Wall Street con carteles que denunciaban el acoso callejero. Como en una inversión de roles, las mujeres piropearon a los hombres con los que se cruzaban con la intención de mostrar la naturaleza desagradable del acoso callejero que las mujeres experimentan a diario.
En colaboración con Allen Young, Jay publicó Out of the Closets (1972), una antología pionera que dio voz a lesbianas como la activista Martha Shelley, y la escritora Rita Mae Brown. En la década de 1970 Jay conoció y leyó a las escritoras lesbianas Natalie Clifford Barney y Renée Vivien, estadounidenses expatriadas en París en las décadas de 1920 y 1930. Sus vidas y obras formaron parte de la tesis doctoral de Jay, publicada por Indiana University Press como The Amazon and the Page (1988).
Con el ensayo Confessions of a Worrywart: Ruminations on a Lesbian Feminist Overview (traducido al español como Confesiones de una preocupona: Reflexiones sobre un panorama feminista lésbico) Jay contribuyó a la antología Sisterhood Is Forever: The Women's Anthology for a New Millennium (La sororidad es para siempre: Antología de mujeres para un nuevo milenio), editada en 2003 por Robin Morgan.
Sus publicaciones se encuentran depositadas en los fondos de la División de Archivos y Manuscritos de la Biblioteca Pública de Nueva York.

## Reconocimientos
En la presentación de la décima edición anual de los premios Dyson Distinguished Achievement Awards de la Universidad Pace, celebrada el 6 de abril de 2006, Jay fue galardonada con el Distinguished Professor Award. Ese mismo año recibió el Premio Bill Whitehead a la Trayectoria de Publishing Triangle.
Jay aparece en la película de historia feminista She's Beautiful When She's Angry.

## Obra

### Libros
- Karla Jay (1988). The Amazon and the Page: Natalie Clifford Barney and Renee Vivien (1st edición). Bloomington, Indiana: Indiana University Press. ISBN 978-0253304087.
- Karla Jay (1999). Tales of The Lavender Menace: A Memoir of Liberation (1st edición). New York, New York: Basic Books. ISBN 978-0465083640.

### Editor
- Karla Jay; Allen Young, eds. (1972). Out of the Closets: Voices of Gay Liberation (1st edición). New York: Douglas Book Corp. ISBN 088209016X.
- Karla Jay; Allen Young, eds. (1975). After You're Out: Personal Experiences of Gay Men and Lesbian Women (1st edición). New York: Links Press. ISBN 0825630568.
- Karla Jay; Allen Young, eds. (1979). Lavender Culture (1st edición). New York, New York: Jove Publications. ISBN 0515044628.
- Karla Jay; Allen Young, eds. (1979). The Gay Report: Lesbians and Gay Men Speak Out about Sexual Experiences and Lifestyles (1st edición). New York, New York: Summit Books. ISBN 978-0671400132.
- Karla Jay; Joanne Glasgow, eds. (1990). Lesbian Texts and Contexts: Radical Revisions (1st edición). New York, New York: New York University Press. ISBN 0-8147-4175-4.
- Karla Jay, ed. (1995). Lesbian Erotics (1st edición). New York, New York: New York University Press. ISBN 978-0814742259.
- Karla Jay, ed. (1995). Dyke Life: From Growing Up To Growing Old, A Celebration Of The Lesbian Experience (1st edición). New York, New York: Basic Books. ISBN 0-465-03907-3.

### Revistas y medios
- Jay, Karla (2000). «Karla Jay: An Interview with Lynda Hall». Journal of Lesbian Studies 4 (4): 79-86. ISSN 1089-4160. PMID 24802685. doi:10.1300/J155v04n04_07.
- Jay, Karla (18 de octubre de 2019). «Missing: Lesbians at the CNN LGBT Town Hall».
- Jay, Karla (15 de mayo de 2020). «Sheroes: The Lesbian Stonewall».

### Ensayos
- Schneider Jr., Richard, ed. (2019). «L.A. Spring, 1970. Karla Jay». In Search of Stonewall: The Riots at 50, The Gay & Lesbian Review at 25, Best Essays, 1994–2018 (1st edición). Boston, Massachusetts: G&LR Books. ISBN 978-0578411088.
- Weinberg, Jonathan, ed. (2019). «Karla Jay on Gay-In III». Art after Stonewall, 1969–1989 (1st edición). New York, New York: Rizzoli Electa. p. 40. ISBN 978-0847864065.

### Tesis
- Karla Jay (1984). The Disciples of the Tenth Muse: Natalie Clifford Barney and Renée Vivien (PhD). New York University. OCLC 12716008.